# Windows Odyssey
Windows Odyssey bylo kódové označení pro zrušenou verzi operačního systému Microsoft Windows určeného pro systém Windows 2000. Byl později kombinován s operačním systémem Windows Neptune k vytvoření systému Windows XP.
Windows Odyssey měl nahradit podnikově orientovaný systém Windows 2000. Vývoj začal v 90. letech a byl založen na systému Windows 2000. Číslo verze systému Windows Odyssey je stále neznámé a neověřené zdroje jej udávají jako Windows NT „5.5“ nebo „6.0“. Mezi funkce obsažené v systému Windows Odyssey patřilo nové centrum aktivit a nové uživatelské rozhraní. Nicméně vzhledem k vysokým hardwarovým požadavkům a protože Windows Odyssey a spotřebitelský systém Windows Neptune sdílely zdrojový kód, společnost Microsoft je spojila a dala jim označení „Whistler“, které nakonec změnila na Windows XP. Verze Windows Odyssey nebyla oficiálně nikdy vydána.